# Sorex samniticus
Sorex samniticus es una especie de musaraña de la familia soricidae.

## Distribución geográfica
Es endémica de Italia.